# International Designator
International Designator, även känd som COSPAR designation och i USA som NSSDC ID är benämningen på en namngivningskonvention för satelliter. Namnet består av tre delar - fyrsiffrigt uppskjutningsår (till exempel 1957), vilken uppskjutning i ordningen detta år med tre siffror (till exempel 001) samt en sekventiell bokstavskod som beskriver vilken del av den uppskjutna farkosten som avses (till exempel A). Med denna metod benämns Sputnik 1 som 1957-001B medan Sputniks lyftfarkost, en R-7 Semjorkaraket, benämns 1957-001A. Ett annat exempel är NSSCD ID 1990-037A, vilket syftar på rymdfärjan Discoverys uppdrag STS-31 där Rymdteleskopet Hubble (NSSDC ID 1990-037B) placerades i omloppsbana. Detta var då det 37:e lyckade uppskjut under 1990. Misslyckade uppskjut får inget NSSDC ID tilldelat utan namnges istället med godtyckligt namn.
Denna namnförteckning administreras av NSSDC.